# Die Spinne
Die Spinne (L'Aranya, en alemany) va ser una organització creada a partir de la derrota del III Reich. Els seus objectius van ser, primer, l'evacuació dels dirigents nazis a destinacions considerades segurs i en les quals s'havia organitzat la seva recepció (l'Argentina, Espanya, Egipte, etc.) per tal de lliurar-los de les represàlies i de les conseqüències relacionades amb els seus crims durant l'Holocaust, i, posteriorment, la reorganització mundial del moviment nazi, objectius que compartia amb altres tipus d'organitzacions clandestines, com ara l'ODESSA, creada per antics membres de les SS.
Aquestes organitzacions es van encarregar d'amagar importants quantitats de diners, i de confeccionar tota mena de documents falss (passaports, salvoconduits, etc.) per tal de facilitar la fugida i posterior entaforament dels de los criminals de guerra nazis, en això que es coneix com la ruta dels Monesteris (ruta la qual va rebre aquest malnom per la implicació de l'Església Catòlica, sobretot de sacerdots de l'orde dels franciscans, i fins i tot bisbes, com va ser el cas d'Alois Hudal).